# شركة العثيم القابضة
شركة العثيم القابضة: شركة قابضة سعودية، رائدة في مجال الاستثمار ومقرها في العاصمة الرياض، بالمملكة العربية السعودية. تتميز العثيم القابضة بأكثر من 60 عاماً من الخبرة الاستثمارية عالية المستوى في المملكة العربية السعودية والشرق الأوسط، الأمر الذي جعلها إحدى أكبر الأسماء في العالم العربي وأكثرها تأثيراً في الاستثمارات.
تاريخياً، تأسست شركة العثيم القابضة في 1956م تحت مسمى مؤسسة صالح العثيم للتجارة، وقد تم تغيير الاسم إلى العثيم القابضة في عام 2005. وتتكون شركة العثيم القابضة من منظومة استثمارية متكاملة تمتد إلى مختلف مناطق المملكة، وتتنوع قاعدة استثماراتها بين الأنشطة التجارية والعقارية والاستثمارية، وهي الشركة الرئيسة التي تندرج تحت مظلتها مجموعة من الشركات، وهي: شركة أسواق عبد الله العثيم، «شركة العثيم للإستثمار والتطوير العقاري»، «شركة عبد الله العثيم للسياحة والترفيه».
واعتباراً من عام 2008، أكملت شركة العثيم القابضة تحولها من شركة خاصة إلى شركة مساهمة عامة وطرحت إحدى شركاتها وهي: أسواق عبد الله العثيم للتداول في السوق العربية السعودية. وتكمن القوة الحقيقية لمحفظة شركة العثيم القابضة الشاملة في تنوعها، حيث تتراوح مصالحها بين قطاع النجزئة والعقارات والترفية. فضلاً عن ذلك، تطبق الشركة معايير اختيار تفصيلية على أساس الحد الأدنى من العوائد لتعظيم العوائد على المدى الطويل للمساهمين والمستثمرين. وينصب تركيز شركة العثيم القابضة الاستراتيجي على تحديد الفرص المثلى للاستثمار وتحقيق القيمة من الأصول المقومة بأقل من قيمتها أو أدائها عبر تقدير الإمكانات الكامنة على المدى الطويل.

## مجموعة شركاتها

### شركةأسواق عبد الله العثيم
أسواق عبد الله العثيم: شركة مساهمة سعودية، ثاني أكبر سلسلة أسواق مركزية من حيث المبيعات بعد بنده التابعة لمجموعة صافولا. صنفتها مجلة فوربس الأمريكية عام 2016 في الترتيب 109 في قائمة أقوى 200 شركة في العالم العربي، وفي المرتبة 50 في قائمة أقوى 100 شركة في المملكة العربية السعودية. وفي المرتبة 3 في قائمة أقوى شركات التجزئة في العالم العربي، وقدرت مجلة فوربس في عام 2015، القيمة السوقية للشركة بمليار وثلاثمائة مليون دولار.
تمتلك أسواق العثيم أكثر من (218) فرعاً على مستوى المملكة ما بين هايبرماركت وسوبر ماركت وركن، وخمسة فروع في جمهورية مصر. وتتميز بقاعدة كبيرة من العملاء، حيث استقبلت خلال العام 2013م أكثر من 40 مليون متسوق، ووصل حجم مبيعاتها (5) مليار ريال.

### شركة عبد الله العثيم للاستثمار (العثيم مول)
شركة عبد الله العثيم للاستثمار: تعد الشركة في مقدمة الشركات المتخصصة في مجال إنشاء وإدارة وتشغيل المجمعات التجارية الضخمة وتمتلك سلسلة مجمعات (العثيم مول) بالمملكة والتي تعد إضافة نوعية لمنظومة المجمعات التجارية العملاقة. ولها الآن 8 مجمعات تجارية ضخمة تزيد مساحتها الإيجارية عن 5 ملايين قدم مربع وهذه المجمعات هي:
| - العثيم مول الربوة، الرياض - العثيم مول خريص، الرياض - العثيم مول الإحساء | - العثيم مول بريدة - العثيم مول الدمام - العثيم مول عنيزة | - العثيم مول عرعر - العثيم مول حفر الباطن. - العثيم مول الخفجي. - العثيم مول حائل |

ويعد العثيم مول من أشهر المجمعات التجارية في المملكة العربية السعودية، ويتفرد برؤية جديدة للتسوق والترفيه العائلي والتي تلبي تطلعات الزوار من مختلف الأعمار، وهذه المراكز لديها مواقع فريدة من نوعها ويمكن الوصول إليها بسهولة، وتمتاز بلمسات تصميمية غاية في الإبداع والابتكار، حيث كان الحرص والعناية بأدق التفاصيل في التصميم والتنفيذ.

### شركة عبد الله العثيم للسياحة والترفيه
شركة العثيم للسياحة والترفيه: شركة متخصصة في مجال إدارة وتخطيط وتنفيذ المشاريع والأنشطة الترفيهية الجاذبة والمبتكرة وتحتضن مجموعة من المشاريع والمدن الترفيهية، منها الآتي:
- سفوري لاند: وهو الاسم الأبرز في عالم الترفيه بالمملكة العربية السعودية وتعد من أفضل المنجزات الترفيهية التي تم تصميمها بعناية فائقة وحرص يراعي الخصوصية المطلوبة للزوار ويوفر كامل الاهتمام بالأطفال وأسرهم. وسفوري لاند نافذة ترفيهية رائعة تم تصميمها بعناية فائقة لتلبي كافة احتياجات جاذبة للزوار مع مراعاة الخصوصية التي توفرها لمرتاديها من خلال ما تقدمه من ترفيه.
- فابي لاند: نافذة حديثة ومبتكرة في عالم الترفيه، وهو الوجه الآخر لمدن سفوري لاند حيث جاء تصميمها بعناية فائقة تلبي كافة احتياجات الزوار وتحقق الخصوصية المطلوبة لمرتاديها من خلال ما توفره من العاب ترفيهية حديثة ومبتكرة.
- أكشن زون: نمط حديث وجاذب في عالم الترفيه والترويح يستهدف الشباب تم تجهيزه بألعاب البولينج والكارتينج والبلياردو وتنس الطاولة والرماية بالقوس والرماية بالمسدس، متاهة الليزر ومسدس الليزر وألعاب الفيديو إضافة إلى مركز لياقة متكامل ومقهي متميز.
- سبلاش آيلاند: فجر مائي تم تصميمه بعناية واهتمام ليكون بمثابة حديقة مائية شاملة زاخرة بالألعاب المائية لتجعل يعيشون جوا رائعا من المشاهد الجاذبة والترفيه الراقي والمدهش.
- مدينة الثلج: توفر بيئة ثلجية آمنة وحقيقية، من خلال معايشة مناخ الشتاء الرائع بمساعدة خبير الثلوج. وتتميز بتقديم أنشطة تحفز على الاكتشاف والتعلم والترفيه، حيث تقدم أكثر من 12 نشاطا جاذبا للأطفال وأسرهم منها عربة الثلج، السلم، وطريق الحبال وعربة المصد على الثلج والمسارات الأنبوبية فضلاً عن بناء كوخ من الثلج والتعلم عن كيفية التزلج على المنحدرات وغيرها.
- أكستريم زون: نمط حديث وجاذب في عالم الترفيه والترويح يستهدف الشباب تم تجهيزه بألعاب البولينج والكارتينج والبلياردو وتنس الطاولة والرماية بالقوس والرماية بالمسدس، متاهة الليزر ومسدس الليزر وألعاب الفيديو إضافة إلى مركز لياقة متكامل ومقهي متميز.
- ماي تاون: تقوم على مركز ترفيه صغير (أدوار اللعب) وهيكل العاب كبير مع الأنشطة الأخرى.

## أعضاء مجلس الإدارة
| الاسم                   | المنصب                 | صفة العضوية |
| ----------------------- | ---------------------- | ----------- |
| عبد الله العثيم         | رئيس مجلس الإدارة      | غير تنفيذي  |
| عبد العزيز صالح العثيم  | نائب رئيس مجلس الإدارة | تنفيذي      |
| فهد عبد الله العثيم     | عضو مجلس الإدارة       | غير تنفيذي  |
| صالح محمد العثيم        | عضو مجلس الإدارة       | غير تنفيذي  |
| يوسف محمد القفاري       | عضو مجلس الإدارة       | غير تنفيذي  |
| عبد العزيز صالح الربدي  | عضو مجلس الإدارة       | مستقل       |
| صباح محمد المطلق        | عضو مجلس الإدارة       | مستقل       |
| عبد السلام صالح الراجحي | عضو مجلس الإدارة       | مستقل       |